# 金星高空作业平台概念

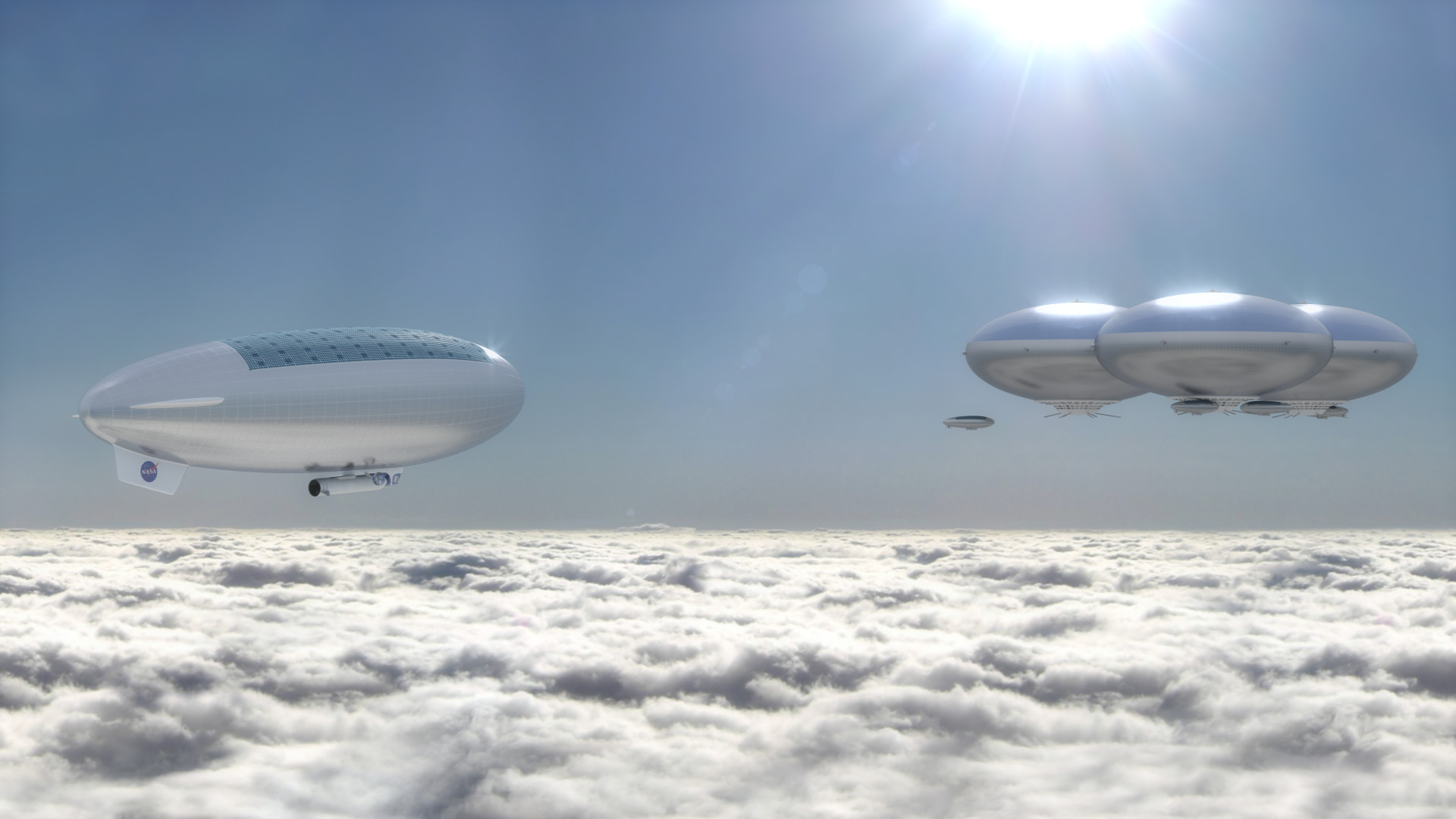
美国航天局在金星上的漂浮前哨站想像图

金星高空作业平台概念（HAVOC）是美国国家航空航天局一项载人探索金星任务的概念，所有载人部分的任务都将在比飞机更轻的飞行器或轨道上进行。

## 背景
金星是一颗温室效应失控的行星，其表面温度和压力分别达到737 K（摄氏464°；华氏867°）和92巴（91个标准大气压）。常规火箭发动机在这种压力环境下将无法运行。因此，即便可行，金星载人任务也历来被认为是不现实的。但是，金星在载人旅行方面又具有一定的优势，如比火星更近、引力类似地球（0.904G），大气层能提供对太阳和宇宙辐射一定程度的防护等。
过去所有在金星地表的探测活动时间都是以分钟或小时来衡量，但苏联维加任务发射的小气球却取得了成功，两只气球一直运行到电池耗尽（超过一天）。在55公里(34英里)高空，金星大气层为摄氏27°（华氏81°）和0.5巴（50千帕）(相当于地球上海拔约5500米(18000英尺)的压力)。而且由于二氧化碳的大量存在，同等气压下金星的大气密度远比地球上的要大，因此，这些空气起到了浮力气体的作用。同时，拟定目标高度的重力加速度为8.73米/秒2，较地球表面的9.81米/秒2更低。
由于金星稠密大气层与太阳风的交互作用，金星有一层感应磁层，它离太阳越近，就越靠近太阳磁场，从而降低了星际辐射水平。随着深空暴露时间的减少，宇航员受辐射水平预计将远低于同等的火星任务。

## 任务概念

### 第一阶段
第一阶段是通过一艘31米（102英尺）长的飞艇进行无人探测，它将用来测试许多以后在载人版中使用的技术，包括飞艇、动力系统和空中捕获和降落橇。

### 第二阶段
第二阶段是宇航员环金星飞行，远程组装单个组件，所有准备工作完成后，机组人员将进行更大件的组装。宇航员返回地球之前，将有一艘返回舱被发送到宇航员所在的金星近地轨道，以与他们在轨道会合。

### 第三阶段
第三阶段是下降到大气层中，飞船外壳将用于散热，随后一架降落伞将被打开，以进一步减慢飞船下降速度，最后对飞艇充气。一旦充气后，机组乘员员将在飞船中生活相当于30个地球日的时间，然后乘坐金星上升载具分离和上升。